# Cléden-Cap-Sizun
Cléden-Cap-Sizun (tiếng Breton: Kledenn-ar-C'hab) là một xã của tỉnh Finistère, thuộc vùng Bretagne, miền tây bắc Pháp.

## Dân số
Người dân ở Cléden-Cap-Sizun được gọi là Clédinois.